# Кшиштоф Жук
Кшиштоф Жук (пол. Krzysztof Żuk, 21 червня 1957, Красностав) — польський економіст, віцеміністр у Міністерстві державної скарбниці Республіки Польща (2007—2009), з 2010 року — президент міста Любліна.

## Життєпис
Народився 21 червня 1957 року у м. Красноставі, Люблінського воєводства. У 1990 отримав ступінь кандидата економічних наук, викладав в Університеті Марії Кюрі-Склодовської та Вищій школі економіки та інновацій в Любліні. У 1990—1996 роках був Головою міської ради Свідника. У 1996 році став директором люблінської делегатури Міністра державної скарбниці, співпрацював з Інститутом досліджень ринкової економіки в рамках дослідницьких проектів щодо реструктуризації та приватизації комунального господарства, координував реалізацію програм допомоги ЄС, впроваджених Міністерством державної скарбниці для комунальних підприємств. У 2005 році став членом Комісії економіки та управління Люблінського відділу Польської академії наук та членом відомчої комісії в справах порушень фінансової дисципліни при Міністерстві державної скарбниці, також брав участь у праці Консультативної Ради зі Стратегії розвитку Люблінського воєводства. У 2006—2007 роках — віцепрезидент Любліна. У 2007—2009 роках — віцеміністр у Міністерстві державної скарбниці. З 2010 року — Президент міста Люблін.

## Нагороди
- 2010 — Срібний Хрест Заслуги (Польща)[4]
- 2014 — Кавалерський хрест Ордену Відродження Польщі[5]
- 2015 — Почесна відзнака за заслуги для територіального самоврядування (Польща)[6]
- 2020 — Орден «За заслуги» III ст. (Україна)[7]